# Monte Coroncina
Il monte Coroncina è una montagna dell'alto Appennino bolognese.

## Descrizione
Il monte Coroncina con i suoi 1169 metri di altitudine sorpassa di circa sei metri il vicino monte Tavianella, di poco spostato verso sud-est. 
La montagna è racchiusa nel territorio comunale di Castiglione dei Pepoli, a poca distanza dalla frazione Baragazza. La caratteristica forse più apprezzabile del suo complesso è la fitta ed estesa boscosità dei suoi versanti, costituita prevalentemente da abeti: sono presenti quindi numerose zone boscose, tra cui la Foresta delle Cottede.
È una montagna molto prolifica in quanto a sorgenti, infatti vi nascono il fosso dell'Acquaiola, affluente da destra del fiume Setta e il rio Molino, affluente da sinistra del torrente Gambellato; a questi vanno aggiunti numerosi altri ruscelli e sorgenti idropotabili, come la sorgente Ampollina e la sorgente Docciola, che hanno origine dalle sue pendici.